# Carlos Aponte
Carlos Aponte Benítez (Tunja, Boyacá, Colombia; 24 de enero de 1939 - Bogotá, Cundinamarca, Colombia; 1 de agosto de 2008) fue un futbolista colombiano conocido como el "Copetín", que se desempeñó como lateral que podía defender y pasar al ataque; y que jugó en Independiente Santa Fe, Unión Magdalena, y en el Deportes Tolima. También, el boyacense jugó con la Selección Colombia la Copa Mundial de fútbol de 1962 en Chile. Aponte, es considerado uno de los mejores jugadores de la historia del cuadro cardenal, ya que fue figura y tricampeón en los títulos de 1958, 1960 y de 1966. Además, su hijo Mauricio Aponte jugó como volante algunos partidos con la camiseta de Independiente Santa Fe en la década de 1980.

## Trayectoria

### Inicios
Carlos "Copetín" Aponte, nació en la ciudad de Tunja, la capital del departamento de Boyacá; pero llegó a Bogotá a muy corta edad. Allí, empezó a jugar fútbol siendo un niño, y luego ingresó a las divisiones inferiores de Independiente Santa Fe. En los equipos juveniles del cuadro cardenal, jugaría muy buenos partidos, por lo que fue ascendido a la nómina profesional.

### Independiente Santa Fe
Tras varios años en las divisiones inferiores, Carlos debutó como profesional con Santa Fe en el año 1958. En su primer año como profesional, jugó varios partidos teniendo buenas actuaciones; y al final del año ganó su primer título como profesional, ya que el cuadro cardenal ganó su segundo (2) título en la historia del Fútbol Profesional Colombiano.
Para el año 1959, se fue a jugar a préstamo al Unión Magdalena, donde jugó buenos partidos, lo que le ayudaron a regresar en 1960 a Santa Fe. En el año 60, Aponte se hizo un hueco en el once titular, y fue fundamental para que el conjunto cardenal tuviera muy buenos partidos. En el mes de diciembre, tras un gran año, Independiente Santa Fe gana su tercer (3) título; con una gran nómina con muy buenos jugadores como los colombianos Héctor "El zipa" González, Hernando "El mono" Tovar, Carlos Rodríguez, Jaime Silva, Manuel "Manolín" Pacheco, y los argentinos Osvaldo Panzutto y Alberto Perazzo; teniendo además a Carlos "Copetín" Aponte entre sus figuras. Al año siguiente (1961), el equipo bogotano disputa la Copa Libertadores donde llegó hasta las semifinales y tuvo grandes partidos, con el boyacense entre sus figuras. A pesar de que en los años siguientes Santa Fe, tuvo buenas y malas campañas, Carlos siempre fue un jugador destacado. En 1966, el conjunto albirrojo gana su cuarto (4) título, y Aponte es una de las figuras dentro de su nómina con muy buenos jugadores como Alfonso Cañón, el mismo Carlos Rodríguez, Delio "Maravilla" Gamboa y Omar Lorenzo Devanni. Así, el boyacense terminó de gran manera su exitosa carrera en Independiente Santa Fe, ya que consiguió su tercer título con el equipo cardenal, y se consagró como uno de los mejores jugadores del club. Así, tras ganar 3 títulos, ser referente, figura e ídolo de la hinchada, además de jugar 250 partidos y anotar 8 goles; Carlos se fue del equipo de sus amores, para jugar en el Deportes Tolima; donde se retiraría del fútbol profesional. 

### Selección Colombia
Gracias a sus muy buenos partidos defendiendo la camiseta de Independiente Santa Fe, el boyacense fue convocado varias veces para jugar con la Selección Colombia. Con la selección, tuvo buenos partidos y tuvo el honor de hacer parte de la primera nómina mundialista de Colombia junto a sus amigos y compañeros de equipo Hernando Tovar y Jaime Silva. Juntos, fueron a la Copa Mundial de Fútbol de 1962 en Chile. También, jugó la Copa América de 1963. 

## Después del fútbol
Tras retirarse del fútbol, Aponte regresó a Bogotá, y se instaló en el Barrio Tabora en el noroccidente de la ciudad. Allí, vivió hasta que murió por un paro cardiaco el 2 de agosto del 2008. Y durante la mayoría de sus años en retiro del futbol profesonal los dedicó a ser técnico en el Colegio Emilio Valenzuela. En el cual fue un valuarte de eduacion de jóvenes que compartían el mismo amor al fútbol que el.

## Legado Familiar
Carlos "Copetín" Aponte, tuvo un hijo que también fue futbolista profesional. Su hijo Mauricio Aponte, nació en Bogotá, y jugó con Independiente Santa Fe algunos partidos en el año 1984. 

## Clubes
| Club                   | País     | Año              |
| ---------------------- | -------- | ---------------- |
| Independiente Santa Fe | Colombia | 1958 y 1960-1966 |
| Unión Magdalena        | Colombia | 1959             |
| Deportes Tolima        | Colombia | N.S. N.R.        |

## Palmarés

### Campeonatos nacionales
| Título                | Club     | País     | Año  |
| --------------------- | -------- | -------- | ---- |
| Campeonato colombiano | Santa Fe | Colombia | 1958 |
| Campeonato colombiano | Santa Fe | Colombia | 1960 |
| Campeonato colombiano | Santa Fe | Colombia | 1966 |

## Selecciones nacionales
| Selección          | Torneo (s)                  | Año         |
| ------------------ | --------------------------- | ----------- |
| Selección Colombia | Copa Mundial y Copa América | 1962 y 1963 |

## Récords
| Récord                           | Club     | País     | Año (s)           |
| -------------------------------- | -------- | -------- | ----------------- |
| Tricampeón del fútbol colombiano | Santa Fe | Colombia | 1958, 1960 y 1966 |